# Kostel svatého Petra a Pavla (Cizkrajov)
Kostel svatého Petra a Pavla (jinak též Kostel svatých Petra a Pavla) je farní kostel v římskokatolické farnosti Cizkrajov, nachází se v centru obce Cizkrajov. Kostel je dvoulodní pozdně gotická stavba s odsazeným polygonálním presbytářem s opěrnými pilíři a na severní straně s hranolovou věží a se sakristií, na jižní straně je předsíň. Střecha je zakryta taškami a střecha věže je pokryta plechem, prostor je klenut žebrovou klenbou. Prostor pod věží je klenba valená. Kostel je součástí areálu hřbitova, ohradní zdi, litinový kříž a kamenný kříž před ohradní zdí kostela. Kostel je chráněn jako kulturní památka České republiky. Kostel je unikátním způsobem prostřednictvím spojovací chodby či mostu propojen s sousedící farou.

## Historie
Kostel v obci měl stát již kolem 13. století, nicméně dnešní gotická podoba vznikla nejspíš kolem roku 1500, stavitelem měl být Jörg Estreicher ze Slavonic. Věž byla přistavěna až v roce 1503, zřejmě byla dřevěná. Později byla kompletně přestavěna a vyzděna. V roce 1503 byl pořízen také zvon, ten vydržel i rekviraci v obou světových válkách. Kostel byl posléze rekonstruován v roce 1561, byla zaklenuta kostelní loď. Posléze pak byl kostel rekonstruován v letech 1703 a 1751, následně pak v druhé polovině 19. století. Oltáře byly pořízeny zřejmě kolem roku 1740. Na hlavním oltáři je oltářní obraz Neposkvrněného početí Panny Marie od Ignáce Düllingera z roku 1864.